# Robert Wood Williamson
Robert Wood Williamson (* 1856; † 12. Januar 1932) war ein britischer Anthropologe.
Williamson erforschte die Religion und Glauben sowie die sozialen und politischen Systeme der Urvölker Zentralpolynesiens und schrieb ein Werk über die Mafulu, ein Bergvolk von Britisch-Neuguinea.

## Werke
- The Mafulu Mountain People of British New Guinea, London: Macmillan, 1912. With an introduction by A. C. Haddon. (online)
- The Ways of the South Sea Savage: a record of travel & observation amongst the savages of the Solomon Islands & primitive coast & mountain peoples of New Guinea, London: Seeley, Service & Co., 1914.
- The Social and Political Systems of Central Polynesia, Cambridge: Cambridge University Press, 1924 (Band 1, Band 2, Band 3)
- Religious and Cosmic Beliefs of Central Polynesia, Cambridge: Cambridge University Press, 1933 (online: Band I, Band II)
- Religion and Social Organization in central Polynesia, Cambridge: Cambridge University Press, 1937. Ed. by Ralph Piddington, with an introduction by Raymond Firth. (online)
- Essays in Polynesian Ethnology, Cambridge: Cambridge University Press, 1939. Ed. by Ralph Piddington. (online  oder )